# Perfect Girl Evolution
Perfect Girl Evolution (ヤマトナデシコ七変化?, Yamato Nadeshiko shichi henge, lett. "Le evoluzioni di una donna giapponese") è un manga shōjo scritto da Tomoko Hayakawa. I singoli capitoli sono stati pubblicati nella rivista Bessatsu Friend nella sua prima edizione del 2000, e successivamente raccolti in 36 tankōbon in Giappone dalla Kōdansha.
Nippon Animation ha adattato parte della serie del manga in venticinque episodi di una serie animata che è andata in onda su TV Tokyo e TV Aichi dal 3 ottobre 2006 al 27 marzo 2007, la cui trama presenta alcune differenze minori rispetto al manga, quali il verificarsi di determinati eventi in un ordine cronologico differente o alcuni personaggi minori che vengono a giocare un ruolo maggiore.
Nel 2010 è stato prodotto un dorama ispirato all'opera con, tra gli altri protagonisti, Kazuya Kamenashi; trasmesso sul canale TBS è intitolato Yamato Nadeshiko shichi henge.
Yamato nadeshiko è un'espressione idiomatica che significa "moglie perfetta": è la denominazione che viene data alla bellezza femminile ideale in Giappone, ovvero pelle bianca, bella, colta ed elegante enfatizzando l'immagine di pulizia e modestia (la donna che lavora per prendersi cura del benessere del marito).

## Trama

I personaggi nell'anime

Sunako Nakahara è una ragazza patologicamente chiusa in sé stessa, almeno da quando è stata rifiutata con male parole dal suo primo amore. Questo incidente ha turbato profondamente Sunako, che da allora in poi ha preso a rifiutare ogni forma di bellezza, sia in se stessa che nella vita in generale e nell'ambiente circostante, iniziando ad adorare invece tutto ciò ch'è più brutto e truce. Rinnega il suo aspetto e si ritira dal mondo esterno, non accettando più alcuna forma di comunicazione con esso.
All'inizio era una ragazzina come tutte le altre, normalissima quindi (che cercava anzi di perder peso per sembrar più sexy), ma quando era ancora al liceo ha confessato il proprio amore ad un ragazzo e questi le rispose: "Io odio le persone brutte come te!" Fu questo che le fece aver un grave problema d'autostima; la delusione le procurò un trauma fortissimo che la segnò per sempre. A partir da quel giorno infernale Sunako smise del tutto d'occuparsi di sé stessa, iniziò a trascurarsi, rifugiandosi nel mondo del gothic e dei film horror e trascorrendo la maggior parte del suo tempo chiusa nella sua stanza a rimuginare. Affascinata da tutto ciò che è più morboso e splatter, fino a far seriamente dubitar alla gente della sua appartenenza al consorzio umano; lei odia in modo ferreo tutti i costumi della cosiddetta società civile. Ma sopra ogni altra cosa soffre davanti alla contemplazione della bellezza!
Preoccupata per questo suo repentino quanto duraturo cambiamento in peggio, la zia di Sunako, proprietaria di una bella villa che condivide con quattro splendidi studenti poco più che adolescenti (bishōnen estremamente popolari e costantemente corteggiati), decide di offrire ai ragazzi la possibilità di soggiornarvi gratuitamente, se solo riusciranno a trasformare la nipote (dallo zombie d'una cupezza estrema che è attualmente) in una "perfetta signorina".
Aver a disposizione, con tutti i comfort inclusi, una villa lussuosissima è di certo una tentazione non da poco: l'accordo è che se ci riescono avranno affitto gratis per 3 anni, mentre se falliscono se lo vedranno triplicare! I ragazzi in ogni caso accettano immediatamente, tanto fanno affidamento sulle loro rispettive più che notevoli abilità in fatto di trattar con le ragazze: son istruiti, han maniere molto a modo e così affascinanti che nessuna prima ha mai né potuto né saputo come resistergli. Ma quando incontrano per la prima volta Sunako, e soprattutto quando vengono a conoscenza dei suoi strani hobby e del modo che ha di trascorrer l'esistenza, cominciano fortemente a dubitare di potercela fare: faranno tutto quanto è in loro potere, è sicuro, per trasformarla in un'autentica signora; ma la sfida, certo, è grande davvero.
Iniziano a chiedersi come è meglio comportarsi, non sembrano più molto entusiasti dopotutto. Sarà sul serio un compito arduo; d'altro canto non s'aspettavano certo d'aver a che far con una simile maniaca dell'orrore e perciò tenteranno di liberarla dalle sue paure ossessive e a migliorare il suo look così trasandato e disperante. Sunako è inoltre appassionata di manichini da laboratorio, teschi e scheletri. I ragazzi si troveranno ad affrontare una situazione più difficile del previsto.
Dobbiamo infine aggiungere che Sunako proprio non riesce a sopportar le "creature brillanti", cioè tutte le persone che emanano una bella luce, cerca pertanto di sfuggir in ogni maniera alla presenza di esseri così perfetti, in caso contrario il naso le sanguina abbondantemente (negli anime ciò simboleggia eccitazione sessuale). Ciò sarà causa ulteriore di problemi per i nostri eroi.
I 4 riusciranno infine a convincer la zia che la sua cara nipote è effettivamente divenuta una degna signorina (prevenendo in tal modo l'aumento esponenziale dell'affitto): ma in realtà Sunako non è poi cambiata così tanto esteriormente. Più che altro ha compreso come accettarsi e soprattutto farsi accettare dagli altri.

## Personaggi
Sunako Nakahara (砂子 中原?, Sunako Nakahara)
Doppiata da: Yukiko Takaguchi. Interpretata nel dorama da: Aya Ōmasa
15 anni, nata in Hokkaidō, cibo preferito cioccolata e tutti i tipi di dolciumi. È una ragazza Hikikomori un po' lunatica che odia gli specchi sopra ogni altra cosa.
Respinta a male parole dal suo primo amore, si chiuse in sé stessa e scelse di vivere da allora in poi senza alcun desiderio di luce, di bellezza e vanità, vestendosi di nero e non avendo più alcuna cura di sé. Incurante della moda ama moltissimo la solitudine e l'oscurità, i film sanguinolenti, le bambole anatomiche e in generale tutti quegli oggetti che riflettono la parte più brutta della vita, per usare le sue stesse parole.
Quando i genitori (il padre fa parte della yakuza) andarono a lavorar in Africa lei va a vivere nella casa della zia, assieme ad altri 4 coinquilini tutti della sua stessa età: non sopporta luce e bellezza, figuriamoci 4 stra-cool come loro, ritenendoli assolutamente troppo abbaglianti. Suscita inizialmente timore e un po'  di risentimento nei suoi coetanei e compagni, per quel suo aspetto dal fascino mortifero che si porta appresso ovunque vada.
Ma si dimostra inaspettatamente intelligente (ad eccezione che per la matematica) e dotata di talento in numerosi settori, in particolare sa cucinare a livello professionale; è un'ottima pianista e inoltre esperta d'arti marziali, una combattente eccezionalmente forte, alla pari di Kyouhei. È dotata d'una costanza e diligenza eccezionali. Tuttavia ha inizialmente molta difficoltà a relazionarsi con gli altri ragazzi, ma specialmente con Kyouhei... finendo però per condivider con lui un vago sentimento romantico. Prova sentimenti contrastanti nei suoi confronti, ma via via che la trama si sviluppa il loro rapporto si vien a fare sempre più solido. Come può si oppone ai suoi tentativi di trasfigurarla in dama, ma vorrebbe anche tornar a veder la zia esser orgogliosa di lei.
Ha quattro amici: uno scheletro di plastica di nome Josephine, due figure anatomiche che chiama Hiroshi e Akira, e George (s'aggiungerà in seguito) che non è altro che il marito di Josephine. Per la maggior parte del tempo la si osserva come fosse un chibi; solo durante i suoi momenti di maggior serietà ci è permesso di goder del quadro completo del personaggio.
Kyouhei Takano (恭平 高野?, Kyōhei Takano)
Doppiato da: Shōtarō Morikubo. Interpretato nel dorama da: Kazuya Kamenashi. Questo personaggio è ispirato al cantante preferito dell'autrice, Kiyoharu.
15 anni, va pazzo per le fragole e i gamberi fritti. Proveniente da una famiglia della media borghesia giapponese, è il più popolare e attraente del quartetto; caratterizzato da una bellezza straordinariamente brillante, il che gli rende a volte la vita davvero complicata e difficile.
Ma per Kyouhei il suo bell'aspetto è stato portatore di esperienze non proprio positive: la sua storia personale illustra particolarmente bene la tesi della bellezza come maledizione, non è infatti in grado di mantenere un lavoro perché è sempre oggetto di molestie di natura sessuale, è pedinato per la strada da torme di ammiratrici. Ha dovuto inoltre lasciar la sua città natale perché sua madre, incapace di sopportar solo un attimo di più le folle di ragazze che sbirciavano dalla finestra per poterlo anche solo intraveder per un momento e stanca dei disturbi causati dalle centinaia di telefonate ad ogni ora del giorno e della notte (e subissata dal flusso esponenziale di lettere, fax e regali inviati per posta), lo cacciò di casa: non era in grado di gestire i suoi innumerevoli fans ed ebbe un crollo nervoso. Proprio per queste esperienze, egli si trova davvero molto a suo agio vicino a Sunako; anch'egli difatti in definitiva odia il suo aspetto, in quanto la gente di solito lo giudica e lo tratta per quello e basta.
Ha un temperamento esplosivo, è difatti irascibile e molto poco conciliante, difende a spada tratta il suo onore minacciato con la forza. Buon combattente, con una passione smodata per tutto ciò che riguarda cibo (è costantemente affamato) e denaro (le cose più importanti son aver la pancia e le tasche piene, afferma!); vive dei suoi soldi e quindi ne ha costantemente bisogno. Ritiene che una rendita elevata sia la via e il mezzo prioritario per poter felicemente raggiunger i propri scopi. È inizialmente visto e giudicato come egoista ed ottuso; non è difatti un tipo particolarmente sottile né di elevata educazione, a volte anzi si dimostra duro e anche troppo dolorosamente onesto. Ha a che fare saltuariamente anche con la locale banda di motociclisti.
Troppo spesso parla senza pensare alle conseguenze; a differenza degli altri tre, lui disprezza le attenzioni che gli vengono in continuazione rivolte a causa della sua beltà. In un primo momento era riluttante d'andar a vivere coi coetanei, a causa del suo carattere poco socievole, ma poi rafforza i legami d'amicizia coi ragazzi e soprattutto con Sunako.
Pur prendendola spesso in giro col tempo tra i due si sviluppa un solido legame diventando via via sempre più complici, che alla fine s'esprimerà in "uno strano amore " pieno di litigi. A Kyouhei piace la lotta e ama mangiare, soprattutto quello che gli cucina Sunako: l'apprezza più di altri e la protegge quando ne ha bisogno. Avrà un tremendo attacco di gelosia quando Sunako gli dirà che lui si ritrova ad aver meno qualità del suo amatissimo manichino scheletrico.
Kyouhei dovrà ad un certo punto baciarla: unica maniera per riportarla alla ragione dopo che era stata posseduta da un demone che le aveva fatto perder la memoria.
Takenaga Oda (織田 武長?, Oda Takenaga)
Doppiato da: Tomokazu Sugita. Interpretato nel dorama da: Hiroki Uchi
15 anni, ha i capelli corti blu scuro e gli occhi chiari. Un ragazzo serio proveniente da una famiglia "bene" di maestri ikebana, l'arte delle composizioni floreali; sicuramente il più intelligente e colto dei quattro. Calmo e cortese, anche se a volte un po'  noioso: ama leggere e di solito tiene sempre qualche libro tra le mani (Yuki rimarrà strabiliato) nel veder la vasta collezione di volumi da lui posseduti, la maggior parte in lingue straniere o su oscuri argomenti). Ha ottimi voti a scuola.
Di un'indifferenza tranquilla ma scontrosa, funge come voce della ragione del quartetto e per gli amici è un autentico modello. Essendo di natura estremamente riservata, è di conseguenza troppo timido e sensibile per esprimere i sentimenti che prova verso la sua ragazza, NoiChi, di cui è follemente innamorato (è ricambiato, ma si sente lo stesso in colpa). Un po' alla volta però anche lui con il passare del tempo riuscirà a diventar più socievole e aperto e a superar così le sue difficoltà.
Avendo ricevuto un'educazione molto rigida, ché il suo destino era quello di mantener la posizione di leader della società paterna, era diventato misantropo. I suoi genitori allora iniziarono a preoccuparsi che il caro figliolo fosse diventato un così solitario egocentrico e narciso; lo mandarono pertanto a viver per conto proprio per fargli acquisir l'autonomia e comprender il valore dei soldi. Riceve continue pressione per succedere al posto di capo dell'azienda familiare.
I suoi tentativi di riformare Sunako si rivolgono soprattutto all'ambito educativo (cercherà pure d'insegnarle la matematica).
Yukinojo "Yuki" Toyama (遠山 "由纪" 雪之丞?, Tōyama "Yuki" Yukinojō)
Doppiato da: Yuuya Yamaguchi. Interpretato nel dorama da: Yūya Tegoshi
15 anni, ma lo stesso il più giovane, seppur di poco, tra i 4. Un ragazzo dolce e gentile dalle fattezze androgine e dai capelli rossicci che proviene da una famiglia normalissima (suo padre è un proletario: un cupido dal volto muliebre! Egli è anche il più innocente ed emotivo tra i quattro e si spaventa facilmente. In particolare è letteralmente terrorizzato dalla stanza di Sunako. A causa dei suoi lineamenti così ambiguamente femminei, è spesso (anche se a malincuore) costretto a vestirsi da donna e ad interpretarne il ruolo, e questo ha portato dei seri problemi alla sua autostima. È il più espansivo ed estroverso del gruppo e quello che fa amicizia più facilmente.
Ama gli animali ed ha una fidanzata di nome Machiko, con cui ha rapporti un po' tumultuosi. Prima di giungere alla villa amava indossare abiti femminili, poi ha promesso di non farlo più, ché questa cosa non è sempre veduta di buon occhio. Il suo sogno è quello di poter diventar un giorno forte come Kyouehi; fin da principio desidera ardentemente che gli altri o considerino come il loro miglior amico. Fragile, timido e piagnucolone; ha vinto un concorso di bellezza al festival scolastico. Proviene da una famiglia povera e prima dell'arrivo di Sunako era lui ad occuparsi delle faccende domestiche alla villa. Cerca d'insegnar a Sunako il buon comportamento che dovrebbe sempre mantener una signora.
Ranmaru Morii (森井 蘭丸?, Morii Ranmaru)
Doppiato da: Hirofumi Nojima. Interpretato nel dorama da: Shuntaro Miyao
15 anni. Proviene dalle classi superiori come Takenaga, ma caratterialmente ne è l'esatto contrario. È un noto playboy rubacuori, figlio unico di una ricca famiglia di proprietari d'una grande catena alberghiera. Bello, estroverso e molto egoista, è un veterano in fatto d'amore e di donne (gli piacciono particolarmente quelle più grandi e già sposate, più esperte): non può immaginar la vita senza le sue "gattine", a cui ha d'altra parte causato già molte sofferenze. Dotato di molta auto-indulgenza è il più attivo nella missione di render Sunako una donna ideale, coerentemente con la sua visione del mondo.
I suoi genitori, proprietari immobiliari, cercheranno ad un certo punto d'organizzargli un matrimonio combinato con una ragazza di nome Tamao, che a prima vista diventa subito un peso inutile per lui: nel frattempo è mandato fuori di casa nel tentativo d'insegnargli il rispetto nei confronti del lavoro e della gente. Tenta di sedurre perfino l'infermiera della scuola... Ma è in fondo una persona buona che si preoccupa per i suoi amici. È addetto a migliorar l'aspetto esteriore di Sunako (è il responsabile del trucco) e quello che più crede fin dall'inizio nelle potenzialità insite nella ragazza.
Naie "Noi" Kasahara (笠原 乃依?, Kasahara Noi)
Doppiata da: Mai Nakahara. Interpretata nel dorama da: Ranko Kobe
15 anni. Da quando entra in amicizia con Takenaga inizia ad esser ospite frequente della villa; molto probabilmente è la più bella ragazza della scuola (era stata anche reclutata per andar a fare l'attrice), aperta e fiduciosa verso il prossimo. Ama Takenaga al punto da esserne stordita, ma egli risulta esser troppo timido per dichiararsi e dunque mai abbastanza esplicito nei suoi confronti. Diventa amica di Sunako perché a differenza di molte altre persone non ha affatto paura di lei, anzi riesce immancabilmente ad intravederne la bellezza sia spirituale che fisica: aiuterà la ragazza in vari modi, tra cui portarla al salone di bellezza e dandole adeguati consigli. Come i ragazzi non è un granché quando si tratta di faccende di casa.
Ammira profondamente l'atteggiamento duro di Sunako e pensa subito che lei e Kyouhei possano esser compatibili come coppia.
Mrs. Nakahara (中原美音?, Nakahara Mio)
Doppiata da: Yuka Komatsu
Zia paterna di Sunako, proprietaria d'un'immensa quanto lussuosissima villa. Dopo la morte del suo amatissimo marito ha dedicato il resto della sua vita a cercar un nuovo amore, che insegue ad ogni capo del mondo. Ricchissima, si trova sempre in viaggio e di conseguenza non trova mai il tempo di occuparsi personalmente di Sunako.
Tamao (玉緒?)
Molto ricca, sensibile, gentile e delicata. Per un accordo tra le rispettive famiglie, dovrebbe diventare la sposa di Ranmaru. Nonostante il fatto ch'ella sia costantemente ignorata e tradita, s'innamora seriamente del fidanzato fedifrago. È una bella e buona amica, sempre accanto a NoiChi, cerca inoltre d'esser d'aiuto per quanto può a Sunako.
Sorelle goth (ゴスロリシスターズ?, Gosurori Shisutāzu)
Doppiate da: Nina Kumagaya, Hiromi Konno, Kimiko Koyama e Erika
4 ragazze dalle strane abitudini, una parodia vivente dello stile dark-goth lolita. Vivono inseguendo i ragazzi, inizialmente ostili a Sunako la quale proprio non riesce a comprenderle.

## Media

### Manga
Il manga, scritto e illustrato da Tomoko Hayakawa, è stato serializzato dal 13 marzo 2000 al 13 gennaio 2015 sulla rivista Bessatsu Friend edita da Kōdansha. I capitoli sono stati raccolti in 36 volumi tankōbon pubblicati dall'11 ottobre 2000 al 13 febbraio 2015.
In Italia la serie è stata pubblicata da Star Comics nella collana Ghost dal 28 ottobre 2008 al 26 dicembre 2015.

#### Volumi
| Nº | Data di prima pubblicazione | Data di prima pubblicazione | Data di prima pubblicazione | Data di prima pubblicazione |
| Nº | Giapponese                  | Giapponese                  | Italiano                    | Italiano                    |
| -- | --------------------------- | --------------------------- | --------------------------- | --------------------------- |
| 1  | 11 ottobre 2000             | ISBN 4-06-341210-5          | 28 ottobre 2008             | —                           |
| 2  | 9 marzo 2001                | ISBN 4-06-341228-8          | 26 novembre 2008            | —                           |
| 3  | 11 luglio 2001              | ISBN 4-06-341242-3          | 22 dicembre 2008            | —                           |
| 4  | 11 dicembre 2001            | ISBN 4-06-341261-X          | 31 gennaio 2009             | —                           |
| 5  | 11 giugno 2002              | ISBN 4-06-341287-3          | 28 febbraio 2009            | —                           |
| 6  | 11 dicembre 2002            | ISBN 4-06-341317-9          | 30 marzo 2009               | —                           |
| 7  | 11 marzo 2003               | ISBN 4-06-341328-4          | 30 aprile 2009              | —                           |
| 8  | 6 agosto 2003               | ISBN 4-06-341346-2          | 31 maggio 2009              | —                           |
| 9  | 9 gennaio 2004              | ISBN 4-06-341369-1          | 28 giugno 2009              | —                           |
| 10 | 9 giugno 2004               | ISBN 4-06-341388-8          | 28 luglio 2009              | —                           |
| 11 | 10 novembre 2004            | ISBN 4-06-341406-X          | 30 agosto 2009              | —                           |
| 12 | 9 marzo 2005                | ISBN 4-06-341420-5          | 30 settembre 2009           | —                           |
| 13 | 9 giugno 2005               | ISBN 4-06-341429-9          | 8 novembre 2009             | —                           |
| 14 | 11 novembre 2005            | ISBN 4-06-341452-3          | 29 novembre 2009            | —                           |
| 15 | 13 marzo 2006               | ISBN 4-06-341464-7          | 27 dicembre 2009            | —                           |
| 16 | 13 luglio 2006              | ISBN 4-06-341478-7          | 30 gennaio 2010             | —                           |
| 17 | 13 novembre 2006            | ISBN 4-06-341493-0          | 28 febbraio 2010            | —                           |
| 18 | 13 marzo 2007               | ISBN 978-4-06-341514-8      | 28 marzo 2010               | —                           |
| 19 | 10 agosto 2007              | ISBN 978-4-06-341537-7      | 25 aprile 2010              | —                           |
| 20 | 11 gennaio 2008             | ISBN 978-4-06-341557-5      | 30 maggio 2010              | —                           |
| 21 | 11 luglio 2008              | ISBN 978-4-06-341584-1      | 27 giugno 2010              | —                           |
| 22 | 12 dicembre 2008            | ISBN 978-4-06-341599-5      | 25 luglio 2010              | —                           |
| 23 | 13 maggio 2009              | ISBN 978-4-06-341622-0      | 29 agosto 2010              | —                           |
| 24 | 11 settembre 2009           | ISBN 978-4-06-341640-4      | 26 settembre 2010           | —                           |
| 25 | 12 febbraio 2010            | ISBN 978-4-06-341666-4      | 28 novembre 2010            | —                           |
| 26 | 11 giugno 2010              | ISBN 978-4-06-341687-9      | 30 gennaio 2011             | —                           |
| 27 | 13 dicembre 2010            | ISBN 978-4-06-341718-0      | 27 marzo 2011               | —                           |
| 28 | 13 aprile 2011              | ISBN 978-4-06-341740-1      | 29 ottobre 2011             | —                           |
| 29 | 13 settembre 2011           | ISBN 978-4-06-341759-3      | 28 gennaio 2012             | —                           |
| 30 | 13 dicembre 2011            | ISBN 978-4-06-341774-6      | 22 settembre 2012           | —                           |
| 31 | 13 giugno 2012              | ISBN 978-4-06-341798-2      | 24 novembre 2012            | —                           |
| 32 | 13 dicembre 2012            | ISBN 978-4-06-341830-9      | 25 maggio 2013              | —                           |
| 33 | 12 aprile 2013              | ISBN 978-4-06-341851-4      | 23 novembre 2013            | —                           |
| 34 | 11 ottobre 2013             | ISBN 978-4-06-341881-1      | 25 ottobre 2014             | —                           |
| 35 | 12 settembre 2014           | ISBN 978-4-06-341937-5      | 27 giugno 2015              | —                           |
| 36 | 13 febbraio 2015            | ISBN 978-4-06-341966-5      | 26 dicembre 2015            | ISBN 978-88-6920-609-2      |

### Anime
Un serie televisiva anime prodotta dallo studio Nippon Animation e diretta da Shinichi Watanabe, è stata trasmessa in Giappone dal 3 ottobre 2006 al 27 marzo 2007 su TV Tokyoe TV Aichi per un totale di 25 episodi.
Poiché la creatrice del manga Tomoko Hayakawa è una grande ammiratrice del cantante J-Rock Kiyoharu, è stato deciso che il cantante avrebbe cantato le sigle dell'anime. Le sue canzoni, slow e Carnation sono infatti rispettivamente la sigla di apertura e di chiusura della serie animata. Le canzoni sono nate come una collaborazione tra Kiyoharu e Takeshi Miyo. La colonna sonora è stata realizzata dai compositori giapponesi Mizutani Hiromi e Yasuharu Takanashi.

### Dorama
Nel diciottesimo numero della rivista Bessatsu Friend del gennaio 2009 venne annunciato che un adattamento dorama live action del manga aveva ricevuto il via libera. Il 30 novembre seguente è stato annunciato il cast che avrebbero preso parte alla serie televisiva. Kazuya Kamenashi del gruppo j-pop KAT-TUN interpreta Kyohei mentre l'attrice Aya Ōmasa veste i panni di Sunako. Inoltre è stato aggiunto un nuovo personaggio, Nakahara Takeru, il figlioletto della padrona di casa. Il dorama è stato trasmesso su TBS dal 15 gennaio al 19 marzo 2010 per un totale di 10 episodi. La sigla d'apertura è Love Yourself (Kimi ga kirai na kimi ga suki) dei KAT-TUN.

## Accoglienza
Carlo Santos di Anime News Network recensendo i primi tre volumi del manga ha affermato che anche a chi non poteva interessare una storia con dei bei ragazzi o la cultura pop a tema horror, gli sarebbe stato facile apprezzare la commedia caratterizzata da una personalità contrastante. Dato che la protagonista Sunako ci avrebbe messo parecchio prima di diventare la donna ideale, la storia non proseguiva molto e i disegni potevano essere più dettagliati e curati. In conclusione Perfect Girl Evolution sapeva intrattenere a sufficienza grazie al suo umorismo.

## Influenza culturale
Perfect Girl Evolution ha ispirato una linea di moda di Julie Haus che è apparsa alla settimana della moda di New York del 2008.